# NGC 139
NGC 139는 물고기자리 방향에 위치한 막대나선은하다.